# Felice Vinatieri
Felice (Felix) Villiet Vinatieri (Torino, 1834 – Yankton, 5 dicembre 1891) è stato un direttore di banda, compositore e militare italiano naturalizzato statunitense.
Nel 1859 emigrò negli Stati Uniti, dove dal 1873 al 1876 diresse la banda del Settimo Cavalleggeri del generale George Armstrong Custer, partecipando alla battaglia del Little Bighorn.

## Biografia
Felice Villiet nasce nel 1834 a Torino, allora capitale del Regno di Sardegna. Suo padre muore mentre Felice era ancora piccolo. Sua madre, Amelia, un'arpista, si risposa due anni dopo con Enrico Felice Vinatieri, un costruttore di pianoforte, dal quale Felice prende il cognome. La famiglia si trasferisce a Napoli, dove il patrigno incoraggia il talento musicale di Felice. All'età di dieci anni, Felice è già un valente violinista. Diplomatosi a Napoli presso il Conservatorio di musica San Pietro a Majella nel 1853, vi insegna per circa un anno.
A 20 anni Felice diventa il direttore della Guardia reale di Spagna, una banda militare italiana. Ricopre questa carica per cinque anni, durante i quali diviene noto come cornettista e suonatore di vari strumenti di banda.
Nel 1859 all'età di 25 anni Felice emigra in America in cerca di fortuna, insieme alla sorella Amalia, una cantante lirica. Felice si inserisce nel mondo militare arruolandosi a Boston nel 1861 come musicista del 16º Reggimento Massachusetts e partecipando a diverse importanti battaglie della guerra civile. Posto in congedo temporaneo al termine della guerra, Felice riprende servizio nel 1867 come musicista nella banda del Ventiduesimo Fanteria di stanza a Fort Columbus, New York. Quando il reggimento è inviato nel West, Felice decide di congedarsi e di stabilirsi a Yankton, Dakota, dove nel 1871 sposa Anna Frances Fejfar, la figlia di immigrati boemi. La coppia costruisce una casa con uno studio in cui insegnare musica ai giovani e comporre.
Il 9 aprile 1873 giunge a Yankton il 7º Reggimento cavalleria del generale George Armstrong Custer. Un ballo fu organizzato per gli ufficiali e a guidare le danze fu chiamato il musicista italiano che a Yankton aveva costituito la banda cittadina. La piccola orchestra ottiene un tale successo che il generale Custer offre a Felice l'opportunità di arruolarsi nel suo reggimento come direttore della banda del reggimento. Vinatieri si trasferisce con Custer a Fort Lincoln, nel Dakota del Sud, dove Custer completa i preparativi della sua tragica spedizione militare.
Il 25 giugno 1876, Vinatieri è tra la dozzina e più di italiani che partecipano alla Battaglia del Little Bighorn. Nell'esercito di Custer ci sono il nobile bellunese Carlo Di Rudio, il libraio genovese Agostino Luigi Devoto, il romano Giovanni Casella, il napoletano Francesco Lombardi, il trombettiere campano Giovanni Martini, e ancora Alessandro Stella, Giuseppe Tulo, Francesco Lambertini e certo altri di cui si è oggi persa memoria. Tutti i 18 componenti della banda musicale diretta da Vinatieri sfuggono al massacro in quanto Custer li assegna al reparto d'appoggio dislocato sul battello "Far West", ormeggiato sulle sponde del fiume Powder. Nei giorni seguenti Vinatieri viene impegnato nel ricovero dei feriti dal campo di battaglia e nella loro cura sul battello ora trasformato in ospedale, che precipitosamente compie un pericoloso viaggio di ritorno al Forte Lincoln.
Il 18 dicembre 1876 Felice Vinatieri è definitivamente congedato dall'esercito con una nota di lode per l'eroico comportamento mostrato nei giorni della battaglia di Little Big Horn. Ristabilitosi con la famiglia a Yankton, riprende la direzione della banda locale. Negli anni a seguire la fama di Felice Vinatieri cresce anche in ragione delle opere musicali che compone: marce, valzer, mazurche, oltre a due opere, "The American Volunteer" and "The Barber of the Regiment", per le quali scrive musica e libretto. Si tratta di due tra le prime opere americane, e le prime ad essere composte a ovest del Mississippi. La rappresentazione di "The American Volunteer" era prevista per la Columbian World's Fair di Chicago nel 1893, ma Vinatieri morì a Yankton il 5 dicembre del 1891. L'archivio delle opere di Vinatieri è conservato presso il Dakota Territorial Museum di Yankton.
Il famoso giocatore di football americano Adam Vinatieri è il pronipote del musicista italiano.